# Poiana Mare
Poiana Mare es una comuna ubicada en el distrito de Dolj, Rumania.

## Superficie
Posee una superficie de 163,9 kilómetros cuadrados.

## Demografía
Hasta 2021 la población era de 9047 habitantes, con una densidad de población de 55,18 habitantes por kilómetro cuadrado.